# Ruth Kaiser
Ruth Kaiser (* 4. Februar 1921 in Viersen; † 30. November 2000 ebenda) war eine deutsche Fotografin. Sie gab zahlreiche Bildbände über den Niederrhein heraus.

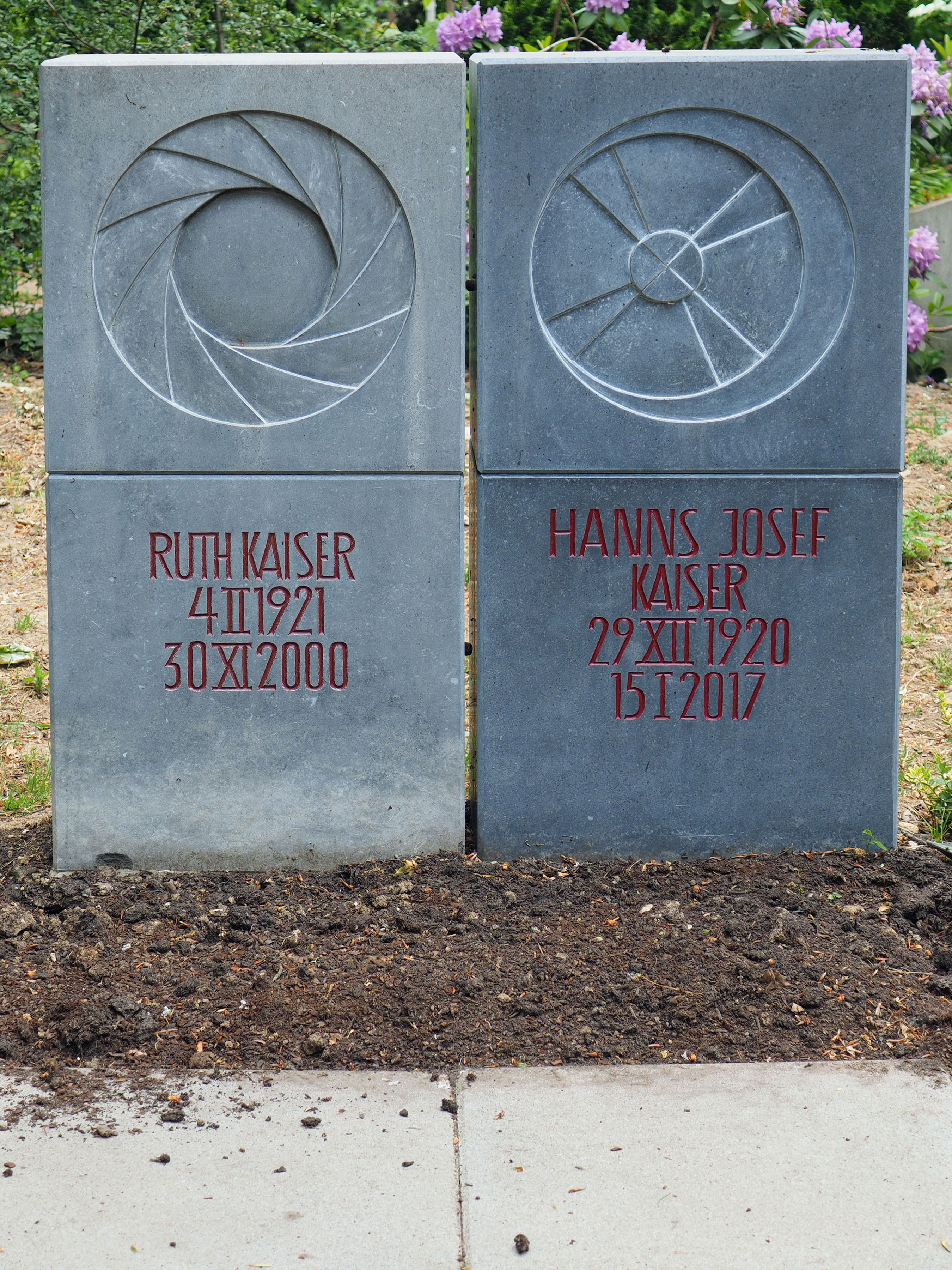
Grabsteine Ruth Kaiser und Hanns-Josef Kaiser (Friedhof Viersen, Löh)

## Leben und Werk
Ruth Kaiser (geborene Braun) besuchte bis 1937 das Städtische Lyzeum in Viersen, anschließend die Kunstgewerbeschule Krefeld mit den Fächern Plastik, Freihandzeichnen und Grafik. 1940 begann sie eine Fotografenlehre. Sie machte 1948 die Meisterprüfung und heiratete 1949 den Künstler Hanns-Josef Kaiser (1920–2017). Sie hatten zwei Söhne, Reinhard Kaiser, der Schriftsteller, und Stefan Kaiser, der Künstler wurde. Zu den Schwerpunkten von Kaisers Arbeit gehörten die Architekturfotografie und die Museumsfotografie; so nahm sie zum Beispiel für Kataloge des Museums Abteiberg in Mönchengladbach und des Von-der-Heydt-Museums in Wuppertal die Bilder auf. Besonders in den Jahren ab 1983 kam als weiterer Schwerpunkt die Landschaftsfotografie hinzu und es entstanden einige Bildbände zum Thema Niederrhein. Neben experimenteller Fotografie war sie in ihrer künstlerischen Arbeit auch im Bereich von Plastik und Bildhauerei tätig. 1987 wurde Kaiser zum Mitglied der Deutschen Gesellschaft für Photographie berufen. Unter ihren Arbeiten im öffentlichen Raum gehören das Relief am Haupteingang des Viersener Krankenhauses und der zusammen mit ihrem Mann geschaffene Korpus des Altarkreuzes der St.-Notburga-Kirche. Ihre stadtgeschichtlichen Bilder befinden sich heute im Stadtarchiv Viersen. Die Museumskustodin von Schloss Rheydt, Christiane Zangs, schrieb über Kaisers Arbeiten, „Architekturlandschaft, Architektur in der Landschaft, plastische Eindrücke, Licht und Schatten, die diese plastischen Eindrücke bilden, sind […] als ein zentrales Thema im Schaffen von Ruth Kaiser zu begreifen“; sie gestalte sie mit einem besonderen Verständnis für Komposition, Harmonie und Proposition.

## Veröffentlichungen

### Fotobildbände
- An Schwalm, Nette und Niers. Niederrheinischer Naturpark im Farbbild. Text: Herbert Feilke. Horst Ziethen Verlag, Köln 1983, ISBN 3-921268-13-3
- Krefeld. Der Niederrhein im Spiegel einer Großstadt. Mit Texten von Helmut Cuypers. Horst Ziethen Verlag, Köln 1986, ISBN 3-921268-38-9
- „Ein Land der Bilder, in dem wir uns heimisch fühlen können“. Ruth und Hanns-Josef Kaiser. Arbeiten aus vierzig Jahren. Verlag Eckers, Viersen 1990
- Schloß Rheydt und andere Orte. Mit Texten von Christiane Zangs und Carsten Sternberg. Städtisches Museum Schloß Rheydt, Mönchengladbach 1996, ISBN 3-925256-46-6
- Zauberhafter Niederrhein. Eine Farbbildreise durch Landschaft und Geschichte. Text: Rose Marie Lehnhof. Ziethen-Panorama-Verlag, Bad Münstereifel 1999, ISBN 3-929932-93-8
- Niederrhein im Farbbild. Bildtexte von Rose Marie Lehnhof und Wilhelm Cuypers. Ziethen-Panorama-Verlag, Bad Münstereifel 2002, ISBN 3-929932-84-9

### Museumskataloge (Auswahl)
- Hans Hollein. Alles ist Architektur. Eine Ausstellung zum Thema Tod. Katalogschachtel. Städtisches Museum Mönchengladbach 1970
- Bestandskatalog I. Gemälde, Skulpturen, Aquarelle, Zeichnungen vom Anfang des 20. Jahrhunderts bis zum Ende der fünfziger Jahre. Städtisches Museum Abteiberg, Mönchengladbach 1981
- Kunst der Gegenwart. 1960 bis Ende der 80er Jahre. Bestandskatalog. Städtisches Museum Abteiberg, Mönchengladbach 1988
- Städtisches Museum Schloß Rheydt. Führer durch die Sammlungen. 3 Bände. 1979, 1980, 1981
- Deutsche Graphik des Klassizismus und der Romantik. Von der Heydt-Museum. Wuppertal 1989, ISBN 3-89202-009-4

## Ausstellungen
- 1963: Festhalle Viersen
- 1965: Stadttheater Rheinhausen
- 1988: Städtische Galerie im Park Viersen
- 1973: Städtische Galerie Peschkenhaus, Moers
- 1978: Museum Haus Koekkoek, Kleve
- 1996: Städtisches Museum Schloss Rheydt
- 2009: Städtische Galerie im Park Viersen (Viermal Kaiser)